# Александрійський кодекс

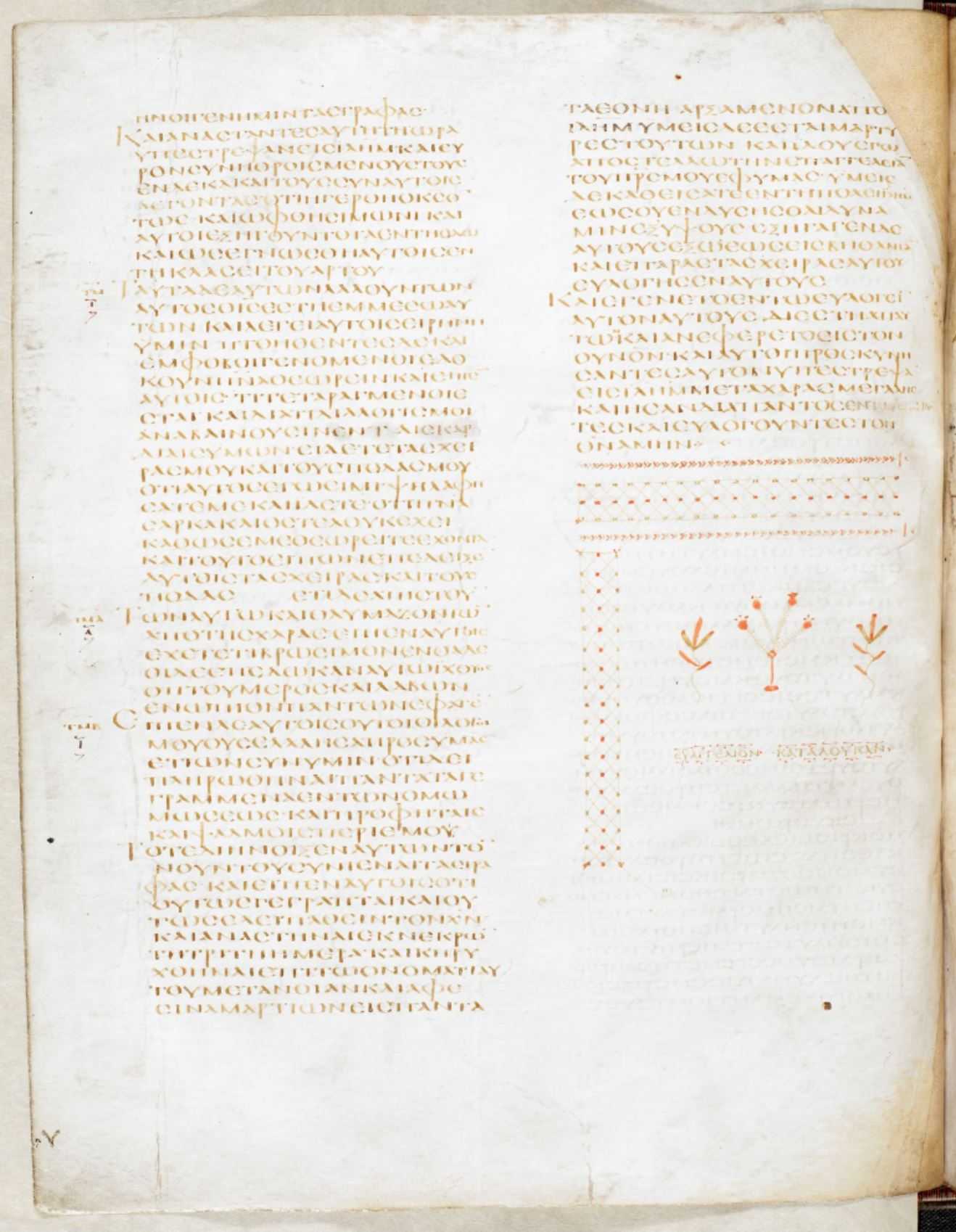

Александрійський кодекс (лат. Codex Alexandrinus; London, British. Library., Add. 43725), що позначається символами А або 02 Gregory-Aland, δ 4 Soden) манускрипт грецької біблії, тобто Септуагінти також Нового Заповіту на грецький мові, написаний майоскулою на пергаменті. Складено його в V столітті в Єгипті. У списку рукописів Септуагінти згідно класифікації Альфреда Ральфса також був позначений символом A.
```
 
 
—
```

Манускрипт був названий Александрійським, оскільки патріарх Кирило Лукаріс повинен був привезти його з Александрії. Вперше та назва була застосована через Браяна Валтона в 1657 році в Лондонській Поліглотті. Раніше визначався як Королівський кодекс або Біблія Tekli. Wettstein в 1751 році позначав його символом А. У той сам спосіб позначав його пізніше Ґізбах і інші біблісти. Грегорі надав йому символ 02.
Александрійський кодекс є одним з чотирьох великих біблійних кодексів, разом з Синайським і Ватиканським кодексами є одним з найбільш ранніх і найповніших рукописів грецької біблії. Після перевезення до Англії отримав славу найкращого біблійного рукопису, що зберігається на Британських островах і, був ним до моменту придбання Британською бібліотекою Синайського кодексу. Зберігається у Відділі Манускриптів Британської бібліотеки в Лондоні (разом з Синайським кодексом).

## Склад рукопису
Александрійський кодекс первинно складався з 820 пергаментних аркушів. Збереглося 773 аркушів кодексу (32 на 26 см), з чого 630 припадає на Старий Завіт, 143 на Новий Заповіт.
Кодекс був поділений на чотири томи (279 + 238 + 118 + 144 листків). Три перші являють більшу частину тексту Септугіанти, грецького перекладу Старого Завіту, разом з 3 Книгою Ездри, 3-4 Маккавейськими, Псалмом 151* і Псалми Соломона*. Четвертий том заключає Новий Заповіт разом з (неканонічними) Списками Климента. Тільки 10 Старого Завіту пропало, значно менше ніж в разі кодексів Синайського і Ватиканського. Натомість в Новому Заповіті пропало 31 аркушів.
У Старому Завіті бракує:
- 1 Самуїлова (рос. 1 Царств) 12:17 - 14:9 (1 аркуш);
- Псалми 49:20 - 79:11 (9 аркушів).

Крім того деякі листи Старого Заповіту були пошкоджені, заключають вони наступні тексти: Буття 1:20-25,1:29-2:3; ; Левит 8:6.7.16; Сираха 50:21n; 51,5.
У Новому Заповіті бракує:
- 25 перших аркушів Євангелія Матвія і тим самим починається лише від Mt 25:6;
- 71-72 листків в Євангелії Іоана (J 6:50 - 8:52);
- трьох листів (не пронумеровані) в 2-гому посланні до Коринтян (2 Кор 4:13 - 12:6).
- майже кожен аркуш Апокаліпсису пошкоджений по краях.
- 1-ше послання Климента*[en] 57:7-63 (1 лист) і 2-ге послання Климента*[en] 12,5a. (2 листи).

Книги Нового Заповіту (четвертий том кодексу) складені в наступній послідовності (первинно Соборні послання передували Діяння Апостолів):
- чотири Євангелія
- Діяння апостолів
- Соборні послання
- Послання Павла (Послання до Євреїв поміщеним був між 2-ге до Солунян і 1-ше Тимофію)
- Апокаліпсис святого Івана.

Текст кодексу не містить наступних віршів:
- Марка 15:28 як в кодексах א, B, C, D, Ψ, , d, k, Syro-Sinaitica
- Луки 22:43-44 (піт з кров'ю Ісуса);
- Епізод "Pericope adulterae" (Івана 7:53-8:11);
- Дії апостолів 8:37, 15:34, 24:7, 28:29;
- Послання до Римлян 16:24.

Александрійський кодекс є важливим рукописом в дискусії над автентичністю pericope adulterae (про жінку чужоложницю), крім що в цьому фрагменті бракує двох аркушів (Ів 6:50-8:52). Однак число лінійок тексту доводить, що не було його в тексті, тому що для цього фрагмента бракує в кодексі місця (подібно як в Кодексі Єфрема).

## Особливості рукопису

### Опис
Кодекс був складений на тонкому пергаменті з телячої шкіри. Листки на краях з віком знищились і підрізали за часів сучасних. Пергамент часто знебарвлений на краях. Додаткові пошкодження кодексу виникли також внаслідок неуцтва також його недбайливості колишніх власників. Листки мають багато дір, лишилось протерте чорнило, повигинані від доторкання, часто позагинані в кутиках. Чорнило у багатьох місцях відшаровується. Лише в XIX ст. доторкання до листків кодексу було заборонене. Винятком є ситуації, коли вимагає цього благо кодексу.
Текст кодексу написаний в двох колонках на сторінку, в одній колонці міститься зазвичай 49-51 лінійок (часом 46-52 ліній)кожна лінійка заключає в середньому 20-25 літер — великої, регулярної уніцяли. Літери є трохи менш вишукані ніж в Кодексі Синайським і Ватиканським. У останній книзі Нового Заповіту, Апокаліпсисі, стають трохи меншими і менш регулярнішими. Апокаліпсис писаний є з меншою дбайливістю. Початкові лінії кожної з книг писані червоним чорнилом, а окремі секції тексту книг позначаються великою літерою, писаною на маргінесі (ініціал) перед колоною тексту (подібно в Кодексі Єфрема). Слова писані є у безперервний спосіб на цілій довжині лінійки і в цілому не має жодних перерв між виразами, за винятком небагатьох місць. Літери круглі, позбавлені акцентів і лише в деяких місцях знаходяться придихи (імовірно додане пізніше). Літери більші від тих, яке застосовує Ватиканський Кодекс. Поетичні книги Старого Завіту написані стрихометрично.

### Лакуни
Пошкоджений або частково втрачений текст наступних книг:
Втрачено: 1-я книга Царств 12,18-14: 9 (1 аркуш); Псалтир 49,19-79: 10 (9 аркушів); Євангеліє від Матвія 1,1-25: 6 (26 аркушів); Євангеліє від Іоанна 6,50-8,52 (2 листа); 2-е послання до Коринтян 4,13-12: 6 (3 листа); також втрачені останні листи кодексу, тому що знаходиться в кінці 2-е послання Климента обривається на 12,5a 
Пошкоджено: Буття 14,14-17; 15,1-5; 15,16-19; 16,6-9 (втрачена нижня частина листа); Буття 1,20-25; 1,29-2: 3, Левіт 8,6.7.16; Сирах 50,21f; 51,5; 1-е послання Климента 57,7-63.
Різночитання
У Книзі Буття 5:25 є  варіант ΚΑΙ ΕΖΗΣΕΝ ΜΑΘΟΥΣΑΛΑ ΕΚΑΤΟΝ ΚΑΙ ΟΓΔΟΗΚΟΝΤΑ (вісімдесят) ΕΠΤΑ ΕΤΗ, Ватиканський кодекс має ΚΑΙ ΕΖΗΣΕΝ ΜΑΘΟΥΣΑΛΑ ΕΚΑΤΟΝ ΚΑΙ ΕΞΗΚΟΝΤΑ (шістдесят) ΕΠΤΑ ΕΤΗ;
У Книзі Суддів 18:30 має варіант ΥΙΟΥ ΜΩΥΣΗ (сина Мойсея), Ватиканський кодекс має ΥΙΟΣ ΜΑΝΑΣΣΗ (син Манасії).
У Євангелії від Івана 4:6 має унікальний варіант ωρα ην ως εκτη (близько шостої години), замість ωρα ην ως δεκατη (близько десятої години), як мається у всіх інших манускриптах.
Послання до Римлян 2:5 - αποκαλυψεως] ανταποδοσεως.
Послання до Євреїв 13:21 παντι αγαθω] παντι εργω και λογω αγαθω.

## Опис
Кодекс був складений на тонкому пергаменті з телячої шкіри. Листки на краях з віком знищились і підрізали за часів сучасних. Пергамент часто знебарвлений на краях. Додаткові пошкодження кодексу виникли також внаслідок неуцтва також його недбайливості колишніх власників. Листки мають багато дір, лишилось протерте чорнило, повигинані від доторкання, часто позагинане в кутиках. Чорнило у багатьох місцях відшаровується. Лише в XIX ст доторкання листків кодексу було заборонене. Винятком є ситуації, коли вимагає цього благо кодексу.
Текст кодексу написаний в двох колонках на сторінку, в одній колонці міститься зазвичай 49-51 лінійок (часом 46-52 ліній)кожна лінійка заключає в середньому 20-25 літер — великої, регулярної уніцяли. Літери є трохи менш вишукані ніж в Синайському і Ватиканському кодексах. У останній книзі Нового Заповіту, Апокаліпсисі, стають трохи меншими і менш регулярнішими. Апокаліпсис писаний є з меншою дбайливістю. Початкові лінії кожної з книг писані червоним чорнилом, а окремі секції тексту книг позначаються великою літерою, писаною на маргінесі (ініціал) перед колоною тексту (подібно в Кодексі Єфрема). Слова писані є у безперервний спосіб на цілій довжині лінійки і в цілому не має жодних перерв між виразами, за винятком небагатьох місць. Літери круглі, позбавлені акцентів і лише в деяких місцях знаходяться придихи (імовірно додане пізніше). Літери більші від тих, яке застосовує Ватиканський Кодекс. Поетичні книги Старого Завіту написані стрихометрично.

### Лакуни

#### Пошкоджений або частково втрачений текст наступних книг
Втрачено: 1-я книга Царств 12: 18-14: 9 (1 аркуш); Псалтир 49: 19-79: 10 (9 аркушів); Євангеліє від Матвія 1: 1-25: 6 (26 аркушів); Євангеліє від Іоанна 6: 50-8: 52 (2 листа); 2-е послання до Коринтян 4: 13-12: 6 (3 листа); також втрачені останні листи кодексу, тому що знаходиться в кінці 2-е послання Климента обривається на 12: 5a 
Пошкоджено: Буття 14: 14-17, 15: 1-5, 15: 16-19, 16: 6-9 (втрачена нижня частина листа); Буття 1: 20-25, 1: 29-2: 3, Левіт 8: 6,7,16; Сирах 50: 21f, 51: 5; 1-е послання Климента 57: 7-63.

#### Різночитання
У Книзі Буття 5,25 є  варіант ΚΑΙ ΕΖΗΣΕΝ ΜΑΘΟΥΣΑΛΑ ΕΚΑΤΟΝ ΚΑΙ ΟΓΔΟΗΚΟΝΤΑ (вісімдесят) ΕΠΤΑ ΕΤΗ, Ватиканський кодекс має ΚΑΙ ΕΖΗΣΕΝ ΜΑΘΟΥΣΑΛΑ ΕΚΑΤΟΝ ΚΑΙ ΕΞΗΚΟΝΤΑ (шістдесят) ΕΠΤΑ ΕΤΗ;
У Книзі Суддів 18,30 має варіант ΥΙΟΥ ΜΩΥΣΗ (сина Мойсея), Ватиканський кодекс має ΥΙΟΣ ΜΑΝΑΣΣΗ (син Манасії).
У Євангелії від Івана 4,6 має унікальний варіант ωρα ην ως εκτη (близько шостої години), замість ωρα ην ως δεκατη (близько десятої години), як мається у всіх інших манускриптах.
Послання до Римлян 2,5 - αποκαλυψεως] ανταποδοσεως.
Послання до Євреїв 13,21 παντι αγαθω] παντι εργω και λογω αγαθω.

## Історія рукопису
Кирило Лукаріс, патріарх Александрійський (Єгипет), був пристрасним збирачем книг. Коли в 1621 році він став патріархом у Константинополі, він узяв Александрійський кодекс з собою до Туреччини. При тодішніх заворушеннях на Близькому Сході і через можливе знищення рукопису, якби він потрапив до рук мусульман, Лукаріс вирішив, що він буде найкраще збережений в Англії. Тому він підніс рукопис у 1624 році британському послу в Туреччині як подарунок англійському королю Якову I. Король помер до того, як йому змогли вручити рукопис. Тому він був замість цього вручений три роки пізніше його спадкоємцю Карлу I. Згодом кодекс був поміщений в Британський музей.
У 1786 році Карл Годфрі Уойд опублікував текст Нового Завіту. Фоторепродуцірованне видання кодексу було здійснено в 1879-1883 рр. з ініціативи Британського музею (під редакцією Е. Томпсона). За здійснення проекту відповідав Е. Томпсон. Β 1909 році Ф. Кеньон випустив скорочене факсимільне видання Нового Завіту і окремих частин Старого Завіту.

## Значення
З числа важливих кодексів був першим, який став доступним для біблістів — вже в 1627 році — і тому відіграв велику роль в критиці тексту (Walton, Mill, Bentley, Wettstein)[35]. Довго був сприйманий як найважливіший біблейський рукопис. У 1730 році Wettstein надав йому символ А, вважаючийого за найкращий серед біблейських кодексів. Wettstein оголосив у своїй Prolegomena ad Novi Testamenti Graeci (1730), що це є найстаріший і найкращий біблійний рукопис і повинен складати основу для всіляких сучасних видань грецького Нового Заповіту[91]. У 1751 році змінив враз свою думку і констатував, що рукопис виник на горі Athos, і його текст поправлявся спираючись на латинські рукописи[92]. Michaelis аргументував, що рукопис виник в Єгипті знайомство латині було зникала в той час, крім того рукопис передає інший текст, ніж латинські рукописи. Griesbach підтримав Michaelisa і твердив, що текст рукопису репрезентує три різні традиції: візантійську в Євангелії, західну в Діях і загальних Листах, також александрійську в Листах Павла. Griesbach позначав рукопис символом А[84].
Лише в XIX столітті був випереджений Ватиканським і Синайським кодексами. Проте однак на Александрійський кодекс посилаються прихильники візантійського (Burgon, Scrivener, Hills, Zunts) тексту.